# Upucerthie de Bolivie
Tarphonomus harterti
Espèce
Synonymes
- Ochetorhynchus harterti
- Upucerthia harterti Berlepsch, 1892

Statut de conservation UICN

 LC  : Préoccupation mineure
L’Upucerthie de Bolivie (Tarphonomus harterti) est une espèce de passereau de la famille des Furnariidae.

## Répartition
Elle est endémique en Bolivie.

## Habitat
Elle habite les zones de broussailles subtropicales et tropicales de haute-montagne.